# Leandro Henrique do Nascimento
Leandro Henrique do Nascimento, meglio noto come Leandrinho (Ribeirão Claro, 11 ottobre 1998), è un calciatore brasiliano, ala o attaccante svincolato.

## Carriera

### Club
Muove i primi passi da calciatore nell'Ituano, prima di trasferirsi alla Ponte Preta. L'8 maggio 2015 debutta tra i professionisti in Copa do Brasil contro il Moto Club MA, andando anche a segno, mentre il 25 giugno fa il debutto nel Brasileirão subentrando al 77' nella partita contro il Fluminense.
Il 12 gennaio 2017 viene ufficializzato il suo trasferimento al Napoli a titolo definitivo. Viene aggregato alla formazione giovanile, con la quale si mette in mostra segnando sei gol in sette partite tra Campionato Primavera e Viareggio Cup. L'8 aprile 2017 riceve la prima convocazione in prima squadra in occasione della gara esterna contro la Lazio, tuttavia senza scendere in campo.
Nell'estate del 2018 passa in prestito annuale all'Atlético Mineiro, mentre nel febbraio 2020 si accasa con la stessa formula al Red Bull Bragantino, neopromosso nel Campeonato Brasileiro Série A. Nell'estate seguente, il club rileva il cartellino del calciatore a titolo definitivo. Dopo tre stagioni in maglia biancorossa, si trasferisce in prestito al Londrina, al Maringá e al Cianorte.

### Nazionale
Nel 2015 disputa il Sudamericano Sub-17 con la maglia del Brasile, segnando otto gol in altrettante partite e conquistando il titolo di capocannoniere del torneo, vinto dalla Seleção.

## Statistiche

### Presenze e reti nei club
Statistiche aggiornate al 24 maggio 2023.
| Stagione                   | Squadra                    | Campionato                 | Campionato | Campionato | Coppe nazionali | Coppe nazionali | Coppe nazionali | Coppe continentali | Coppe continentali | Coppe continentali | Altre coppe | Altre coppe | Altre coppe | Totale | Totale | Totale |
| Stagione                   | Squadra                    | Comp                       | Pres       | Reti       | Comp            | Pres            | Reti            | Comp               | Pres               | Reti               | Comp        | Pres        | Reti        | Pres   | Reti   |        |
| -------------------------- | -------------------------- | -------------------------- | ---------- | ---------- | --------------- | --------------- | --------------- | ------------------ | ------------------ | ------------------ | ----------- | ----------- | ----------- | ------ | ------ | ------ |
| 2015                       | Ponte Preta                | A1/SP+A                    | 0+8        | 0          | CB              | 4               | 1               | CS                 | 1                  | 1                  |             | -           | -           | 13     | 2      |        |
| 2016                       | Ponte Preta                | A1/SP+A                    | 0          | 0          | CB              | 0               | 0               |                    | -                  | -                  |             | -           | -           | 0      | 0      |        |
| Totale Ponte Preta         | Totale Ponte Preta         | Totale Ponte Preta         | 8          | 0          |                 | 4               | 1               |                    | 1                  | 1                  |             | -           | -           | 13     | 2      |        |
| gen.-giu. 2017             | Napoli                     | A                          | 0          | 0          | CI              | 0               | 0               | UCL                | 0                  | 0                  | -           | -           | -           | 0      | 0      |        |
| 2018                       | Atlético Mineiro           | M1/MG+A                    | 6+3        | 0          | CB              | 0               | 0               |                    | -                  | -                  |             | -           | -           | 9      | 0      |        |
| set.2019-feb. 2020         | Napoli                     | A                          | 0          | 0          | CI              | 0               | 0               | UEL                | 0                  | 0                  |             | -           | -           | 0      | 0      |        |
| Totale Napoli              | Totale Napoli              | Totale Napoli              | 0          | 0          |                 | 0               | 0               |                    | 0                  | 0                  |             | -           | -           | 0      | 0      |        |
| 2020                       | RB Bragantino              | A                          | 12         | 0          | CB              | 0               | 0               |                    | -                  | -                  |             | -           | -           | 12     | 0      |        |
| 2021                       | RB Bragantino              | A1/SP+A                    | 7+4        | 0          | CB              | 1               | 0               | CS                 | 1                  | 0                  |             | -           | -           | 13     | 0      |        |
| 2022                       | RB Bragantino              | A1/SP+A                    | 4+0        | 0          | CB              | 0               | 0               |                    | -                  | -                  |             | -           | -           | 4      | 0      |        |
| Totale Red Bull Bragantino | Totale Red Bull Bragantino | Totale Red Bull Bragantino | 27         | 0          |                 | 1               | 0               |                    | 1                  | 0                  |             | -           | -           | 29     | 0      |        |
| 2023                       | Londrina                   | B                          | 8          | 0          | CB              | 0               | 0               |                    | -                  | -                  |             | -           | -           | 8      | 0      |        |
| 2023                       | Maringá                    | A1/PR                      | 4          | 0          | CB              | 1               | 0               |                    | -                  | -                  |             | -           | -           | 5      | 0      |        |
| 2024                       | Cianorte                   | D                          | -          | -          | -               | -               | -               |                    | -                  | -                  |             | -           | -           | -      | -      |        |
| Totale carriera            | Totale carriera            | Totale carriera            | 56         | 0          |                 | 6               | 1               |                    | 2                  | 1                  |             | -           | -           | 64     | 2      |        |

## Palmarès

### Nazionale
- Campionato sudamericano Under-17: 1

2015

### Individuale
- Capocannoniere del Campionato sudamericano Under-17:  : 1

2015 (8 gol)